# Oskar von dem Hagen (General, 1883)
Oskar Otto Ludwig von dem Hagen (* 13. April 1883 in Annaburg; † 17. Mai 1940 in Putte, Belgien) war ein deutscher Generalmajor im Zweiten Weltkrieg.

## Leben

### Herkunft
Oskar war ein Sohn des preußischen Forstmeisters Rene von dem Hagen (* 1836) und dessen Ehefrau Lucie, geborene von Engelbart (* 1842).

### Militärkarriere
Hagen trat am 22. März 1902 als Fähnrich ohne Patent in das 8. Thüringische Infanterie-Regiment Nr. 153 der Preußischen Armee in Altenburg ein. Bis Mitte November 1903 avancierte er zum Leutnant, diente als Adjutant des II. Bataillons und stieg Mitte Juni 1911 zum Oberleutnant auf. Am 1. Juli 1913 erfolgte seine Kommandierung zur Dienstleitung beim Flieger-Bataillon Nr. 1 nach Döberitz.
Bei der Mobilmachung anlässlich des Ersten Weltkriegs wurde Hagen Bildoffizier bei der Feldflieger-Abteilung 12 und in dieser Eigenschaft Anfang November 1914 zum Hauptmann befördert. Im weiteren Kriegsverlauf war er von Ende Januar bis Anfang Oktober 1915 Führer der Feldflieger-Abteilung 7, anschließend der Feldflieger-Abteilung 57 und ab Januar 1917 Gruppenführer der Flieger 3. Daran schloss sich am 8. Dezember 1917 eine Verwendung als Kommandeur der Flieger-Beobachter-Schule in Schwerin an. Vom 18. Mai 1918 über den Waffenstillstand von Compiègne hinaus fungierte Hagen als Gruppenführer der Flieger 1. Für sein Wirken während des Krieges wurden ihm beide Klassen des Eisernen Kreuzes, das Ritterkreuz des Königlichen Hausordens von Hohenzollern mit Schwertern, das Ritterkreuz I. Klasse des Albrechts-Ordens mit Schwertern, das Österreichische Militärverdienstkreuz III. Klasse mit Kriegsdekoration sowie der Bulgarische Militärorden für Tapferkeit IV. Klasse verliehen.
Hagen wurde am 1. Oktober 1919 in die Reichswehr übernommen und im Reichswehrministerium in der Heeres-Ausbildungsabteilung (T 4) verwendet. Am 1. Oktober 1924 erfolgte seine Versetzung in den Generalstab des Gruppenkommandos 1 in Berlin und in dieser Stellung avancierte er am 1. April 1925 zum Major. Mit der Rückversetzung in das Reichswehrministerium kam Hagen am 1. Februar 1927 in die Heeres-Statistische-Abteilung (T 3) des Truppen-Amtes unter Oberst Curt Liebmann. Unter Beförderung zum Oberstleutnant kehrte er mit der Ernennung zum Kommandeur des III. Bataillons im 10. (Sächsisches) Infanterie-Regiment in den Truppendienst zurück. Am 1. Oktober 1931 wurde Hagen zum Kommandanten des Truppenübungsplatzes Neuhammer ernannt und am 1. November 1932 zum Oberst befördert. In Genehmigung seines Abschiedsgesuches wurde er am 31. März 1934 aus dem Militärdienst verabschiedet.
Am 1. Oktober 1935 wurde Hagen als Oberst mit Rangdienstalter vom 1. Januar 1933 in der Wehrmacht angestellt. Zunächst war er als Ausbildungsleiter in Wandsbek und ab 1937 in gleicher Eigenschaft in Hamburg tätig. Mit Beginn des Zweiten Weltkriegs erhielt er am 1. September 1939 das Kommando über das Infanterie-Regiment 376 der 225. Infanterie-Division, mit dem er am Westfeldzug 1940 teilnahm. Dabei ist Hagen am 17. Mai 1940 in Putte bei Antwerpen gefallen. Nachträglich wurde er mit Wirkung zum 1. Mai 1940 zum Generalmajor befördert.